# Seconda battaglia di Bir el Gobi
La seconda battaglia di Bir el Gobi (3-7 dicembre 1941) rappresenta uno degli scontri più duri nell'ambito dell'offensiva britannica denominata Operazione Crusader. La battaglia vide impegnate, in particolare, le forze italiane contro quelle del Commonwealth. Bir el Gobi era un importante crocevia per le carovane, nonché ultimo caposaldo della linea dell'Asse nell'entroterra. Per questo motivo i britannici lo reputavano, a ragione, il baluardo da superare per poter aggirare e intrappolare le truppe italo-tedesche e, conseguentemente, liberare le forze alleate che difendevano Tobruch.

## Antefatto
Il 18 novembre, a nord di Bir el Gobi, le forze del Commonwealth passarono all'offensiva. Il 23 ebbe luogo una grande battaglia di carri nel deserto, passata alla storia come battaglia di Totensonntag (ovvero "battaglia della domenica dei morti") a cui prese parte la 132ª Divisione corazzata "Ariete", al cui comando era presente il Generale Mario Balotta.
A Bir el Gobi si insediarono intanto le truppe italiane: i Battaglioni "Giovani Fascisti" e alcuni reparti del corpo dei bersaglieri.
I soldati italiani ampliarono le fortificazioni presenti costruendo postazioni di mitragliatrici e di cannoni anticarro, approntando reticolati di filo spinato, ma soprattutto scavando profonde buche per il combattimento individuale. Il caposaldo poteva così difendersi a 360° per tutta la lunghezza del suo perimetro. I giovani volontari entrarono nelle loro buche la sera del 1º dicembre, sotto una pioggia torrenziale.

## La battaglia
Alle ore 12.00 del 3 dicembre, sotto una pioggia battente, l'artiglieria alleata diede il via all'offensiva con un nutrito bombardamento sulle posizioni italiane, che subirono le prime perdite, tra cui il maggiore Balisti (ferito). Nella notte tutte le unità italiane al di fuori del perimetro difensivo di Bir el Gobi, con relative strumentazioni e automezzi, furono catturate dagli attaccanti.
La mattina del 4 furono i Camerons scozzesi ad aprire le ostilità contro le buche presidiate dal I Battaglione. Centinaia di uomini si riversarono contro le postazioni nemiche sorretti da mezzi corazzati e dal fuoco di sbarramento dell'artiglieria. La reazione degli italiani fu efficace, tanto che a decine gli inglesi rimasero uccisi. Anche le postazioni del II Battaglione, più a Nord, furono sottoposte ad un duro attacco: i carri Valentine sorressero l'azione dei fanti indiani. Anche in questo settore le forze britanniche erano superiori in numero e in mezzi.
La prima e la seconda ondata furono respinte in entrambi i settori, ma l'intera zona di Bir el Gobi fu accerchiata dalle truppe inglesi. Il terzo attacco alle linee italiane si registrò verso le 14 di quello stesso giorno. Nella serata si perse la quota 188 e la 4ª Compagnia che la presiedeva dovette attestarsi su quota 184.
Gli attacchi continuarono; tra il 4 e 7 dicembre per sette volte il XXX Corpo britannico fu respinto con gravi perdite. La sete e la mancanza di rifornimenti indebolirono i reparti italiani. Vennero richiesti aiuti al comando superiore italo-tedesco, e lo stesso generale Rommel fu informato. Ormai conscio dell'importanza strategica di questa postazione, Rommel decise di inviare delle truppe corazzate a sostegno degli italiani.
Alle 17 del giorno 5 giunsero in prossimità di quota 188 i primi reparti delle divisioni corazzate tedesche. Dopo un violento scontro tra i carri tedeschi e quelli inglesi, la postazione fu riconquistata e poté iniziare l'avanzata verso Bir el Gobi dove erano attese le divisioni Ariete e Trieste. La prima fu bloccata da un attacco nemico, mentre la seconda si perse nel deserto. L'arrivo di rinforzi e di qualche rifornimento fu molto importante. Gli italiani poterono così attaccare gli inglesi che dovettero abbandonare velocemente il campo di battaglia. Ormai la situazione poté dirsi sotto controllo.
Intanto continuarono i combattimenti tra le varie forze corazzate dei due schieramenti: i panzer tedeschi del generale Crüwell e gli M14 dell'Ariete, che nella notte riuscirono a raggiungere Bir el Gobi, riuscirono a respingere gli ultimi attacchi delle forze britanniche che non poterono più contare sulla schiacciante superiorità.
A capo della 132ª Divisione corazzata "Ariete" vi era il Generale Mario Balotta, che circa tre settimane prima aveva già sconfitto gli inglesi nella Prima battaglia di Bir el Gobi e nella Battaglia di Totensonntag. Il 7 dicembre il presidio italiano di Bir el Gobi venne infine liberato. La battaglia di Bir el Gobi poté dirsi finalmente conclusa. Le perdite da parte inglese furono ingenti, con 300 morti. Gli italiani ne ebbero 60, più 31 dispersi e 117 feriti
In supporto ai Giovani Fascisti, a parte un certo numero di bersaglieri, combatté una compagnia carri del I battaglione del 32º reggimento corazzato della divisione Ariete; un minimo di componente corazzata era vitale per reggere l'urto nemico, ma la sua intensa attività ne comportò la quasi totale distruzione, con la perdita complessiva di 10 carri armati L3/35, dei 12 complessivamente disponibili (parte dei quali immobilizzata da avarie meccaniche, ma usata come fortino). I carri L erano impotenti contro i blindati britannici, ma usati come sbarramento contro le fanterie nemiche erano ancora validi, per via delle loro due mitragliatrici da 8 mm e di una corazzatura se non altro sufficiente per reggere il tiro delle armi leggere del nemico.
Sempre durante la battaglia vennero usati anche due carri medi M13/40, anche se uno era fuori uso e interrato per funzionare come fortino.